# Cruckshanksia pumila
Cruckshanksia pumila är en måreväxtart som beskrevs av Dominique Clos. Cruckshanksia pumila ingår i släktet Cruckshanksia och familjen måreväxter. Inga underarter finns listade i Catalogue of Life.